# Adresář nakladatelů v ČR
Adresář nakladatelů v ČR je on-line databáze spravovaná Národní knihovnou České republiky, která obsahuje údaje o nakladatelích (vydavatelích) účastnících se systému ISBN v Česku od roku 1989 a systému ISMN v Česku od roku 1996. Zahrnuti jsou i nakladatelé neregistrovaní ani v ISBN, ani v ISMN, jejich údaje se však neaktualizují. V polovině roku 2015 databáze obsahuje přes 5500 záznamů. 
Mezinárodní adresář knižních nakladatelů (Global Register of Publishers) spravuje Mezinárodní agentura ISBN sídlící v Londýně (The International ISBN Agency); ten obsahuje údaje i o knižních nakladatelích v Česku.
Mezinárodní adresář hudebních nakladatelů (Music Publishers' International ISMN Database) spravuje Mezinárodní agentura ISMN sídlící v Berlíně (The International ISMN Agency); ten obsahuje údaje i o hudebních nakladatelích v Česku.
Adresář nakladatelů v ČR je – vedle přidělování čísel ISBN a ISMN jednotlivým titulům národní produkce a tvorby databáze ISN (Ohlášené knihy a hudebniny) – jedním z produktů provozu systémů ISBN a ISMN v Česku. Adresář spravuje Národní knihovna České republiky – Česká národní agentura ISBN a ISMN.